# Jeff Hamilton

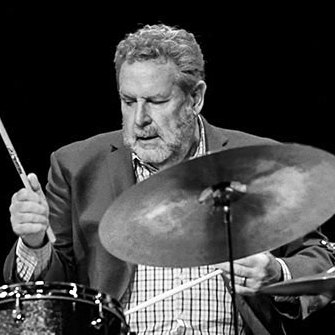
Jeff Hamilton in 2018

Jeff Hamilton  (Richmond (Indiana), 4 augustus 1953) is een Amerikaanse jazz-drummer en bandleider.
Hamilton speelde in de Tommy Dorsey-ghost band en bij Lionel Hampton, waarna hij vanaf 1975 twee jaar lid was van het trio van Monty Alexander. Rond 1977 werkte hij kort bij Woody Herman en daarna verving hij Shelly Manne in The L.A. Four, waarmee hij zes platen opnam. Hierna werkte hij als sideman bij opnames voor Concord en trad hij op met Ella Fitzgerald, Rosemary Clooney, het Count Basie Orchestra en, opnieuw, Monty Alexander. In de jaren negentig speelde hij met de Clayton Brothers, toerde met het trio van Oscar Peterson en Ray Brown en, later, Diana Krall. Sinds 1985 leidt hij met de gebroeders John en Jeff Clayton het Clayton-Hamilton Jazz Orchestra. Ook heeft hij een trio, waarin onder meer Christoph Luty, Tamir Hendelman en Frits Landesbergen speelden. 
Hamilton drumde op plaatopnames van onder andere de bigbands van Joe Clark, Patrick Williams en Charlie Shoemake en op platen van Gene Harris, Milt Jackson, Ray Brown, Scott Hamilton, Barney Kessell, Mel Tormé, Diane Schuur, Natalie Cole, Frank Sinatra, Barbra Streisand, Nina Simone, Clark Terry, Art Hodes, Dr. John, Céline Dion, Milt Jackson, George Shearing, Queen Latifah, Norah Jones en Paul McCartney.
Hij is mede-eigenaar van de bekken-producent Bosphorus Cymbals.

## Discografie (selectie)
- Indiana, Concord Jazz, 1982 ('album pick' Allmusic)
- It's Hamilton Time (met trio), Lake Street Records, 1994
- Live!, Mons Records, 1996
- Dynavibes (trio, met o.m. Frits Landesbergen), Mons, 1997
- Hamilton House: Live at Steamers, Mons, 2000
- The Best Things Happen (met trio), Azica Records, 2004
- Symbiosis (met trio), Capri Records, 2009
- Red Sparkle (met trio), Capri/City Hall, 2012